# Meat Loaf
Michael Lee Aday, ameriški glasbenik in igralec, * 27. september 1947, Dallas, Teksas, Združene Države Amerike, † 20. januar 2022, Nashville, ZDA.

## Mladost
Meat Loaf se je rodil kot Marvin Lee Aday policistu Orvisu Wesleyu Adayu in njegovi ženi, učiteljici Wilmi Artie. Mladi Marvin je imel težko otroštvo. Njegov oče je bil alkoholik, z materjo pa sta ga večkrat iskala po barih v Dallasu. Zaradi tega je bil večkrat v oskrbi svoje babice. Iz tega obdobja je nastalo tudi veliko zgodb o tem, kako je dobil svoj vzdevek "Meat Loaf" (mesna štruca).
Ti problematični trenutki v njegovem otroštvu, so malo zavirali njegove ambicije. Po končani srednji šoli se je na koncu vpisal na North Texas State University (ki se zdaj imenuje University of North Texas).
V tem času se je med drugim tudi namenoma zredil za 60-68 funtov (27.2-30.8 kilogramov), zato, da bi padel na fizičnem testu pri vpoklicu v vojsko. Kljub temu prizadevanju, so ga pri testiranjih označili za fizično zmogljivega in mu čez dva tedna ponovno poslali obvestilo o vpoklicu. Le-tega je nato preprosto ignoriral in se leta 1967 preselil v Los Angeles. Tam si je našel delo varnostnika in začel s svojo prvo glasbeno skupino "Meat Loaf Soul"
Po več spremembah članov in imena, se je naposled skupina razšla. Večji uspeh pa se je zgodil v gledališču, kjer je Meat Loaf zaigral v enemu od dejanj muzikala "Lasje". Njegovo sodelovanje s produkcijo ga je sčasoma pripeljala do Broadwaya in si prislužil tudi prepoznavo.
Tam je bil Meat Loaf preko avdicije uspešno sprejet za vlogo "Eddieja" v produkcijski fazi Rocky Horror Picture Showa. Leta 1975 je Meat Loaf sledil tej oddaji do prikaza na velikem zaslonu, kjer so skupaj z njim nastopali tudi Susan Sarandon, Tim Curry in Barry Bostwick. Na veliko presenečenje gledalcev, je film požel velik uspeh. Bruto zaslužek prodaje vstopnic je presegal 112 milijonov dolarjev v naslednjih trideset in več letih.

## Komercialni uspeh in padec
Približno v času snemanja Rocky Horror Picture Showa se je vrnil v studio in začel snemati rock opero "Bat Out of Hell" (kot album izšla leta 1977), ki je kasneje postala mejnik v njegovi glasbeni karieri. Produkcijo je vodil sloviti rocker Todd Rundgren, sodeloval pa je tudi tekstopisec Jim Steinman, ki je napisal vse pesmi v albumu. Meat Loaf je ustvaril album, na kateri sta pomešana bolečina (pesem "Two Out of Three Ain't Bad") in najstniška spolnost (pesem "Paradise by the Dashboard Light").
Album se je od takrat prodal v več kot 34 milijonih izvodih po vsem svetu in je Meat Loafu prinesel multi-platinasti status.
Toda z uspehom je prišlo tudi do sporov. Nastal je razkol med Meat Loafom in Steinmanom, saj je slednji izrazil svoje nezadovoljstvo nad Meat Loafovim pomanjkanjem sredstev za uspeh albuma. Potem pa si je Meat Loaf med nastopom v Ottawi še zlomil nogo, zaradi česar je nekaj naslednjih nastopov izvajal iz invalidskega vozička. Steinman je nato šel svojo pot leta 1981 ustvaril svoj album "Bad for Good".
Ti dogodki so Meat Loafa pahnili v razvado drog. Njegov drugi album "Dead Ringer" (1981) je razočaral, le-to pa je še povečalo njegove težave. Soočanje tožb, vključno z eno s strani Steinmana in slabo upravljanje denarja sta Meat Loafa leta 1983 pripeljala do bankrota.

## Povratek
Naslednjih nekaj let je Meat Loaf še naprej ustvarjal glasbo. Med tem časom sta nastala albuma "Bad Attitude" (1985) in "Blind Before I Stop" (1986), ki sta prinesla mešane ocene. A kljub temu je delavni Meat Loaf nadaljeval s turnejami.
Leta 1993 je Meat Loaf obrnil stvari okoli z albumom "Bat Out of Hell II", "pošastnim" hitom, ki je bil plod obnovljenega partnerstva z Jimom Steinmanom. Zasidran s priljubljenim singlom "I'd Do Anything for Love (But I Won't Do That)", se je album prodal v več kot 15 milijonih izvodih. Omenjeni singel je promoviral tudi s sodelovanjem s pevko Patti Russo.
Zatem je sledilo še več turnej in več albumov, vključno z "Bat Out of Hell III" (2006). Poleg tega, pa je Meat Loaf ponovno pokazal svoje talente kot igralec, z nastopi v filmih, kot sta Waynov svet (1992) in Klub golih pesti (1999).
Leta 2001 si je svoje rojstno ime "Marvin" spremenil v "Michael".
Leta 2003 je Meat Loaf utrpel zdravstveni pretres, ko se je zgrudil na odru v Londonu. Zdravniki so mu kasneje diagnosticirali Wolff-Parkinson-Whiteov sindrom, ki povzroča nepravilen srčni utrip.
Meat Loaf je popolno okreval. Leta 2010 je posnel svoj 11. studijski album, "Hang Cool Teddy Bear" in nato v letu 2011 še "Hell in a Handbasket". Zadnji album je izdal leta 2016, z naslovom "Braver Than We Are".